# Гимбуты (Лидский район)
Гимбуты (бел. Гі́мбуты) — деревня в Лидском районе Гродненской области Беларуси. Входит в состав Дворищанского сельсовета.

## География
Расположена в 13 км на север от Лиды. Транспортные связи по местной дороге через агрогородок Дворище.
Пролегают дороги Н-6485, Н-20210.
Рельеф равнинный, на западе и юге местность мелиорированная.
Ближайшие населённые пункты Дворище, Мергинцы и др.

### Гидрография
На севере протекает река Жижма (приток Гавьи).

## История
Известна с XVIII века как деревня в Лидском повете Виленского воеводства Великого Княжества Литовского. В 1782 году построена часовня.
После третьего раздела Речи Посполитой (1795) деревня в Российской империи. В 1861 году относилась к Жирмунской волости Лидского уезда Виленской губернии, собственность Калиновской (21 ревизская душа), Захватовича (10 ревизских душ). В 1897 году одноименные две деревни: в одной 5 дворов, 43 жителя (Гимбуты Казенные), в другой 11 дворов, 83 жителя; также имение, 14 дворов.
С 1905 года деревня в Лидской волости Лидского уезда Виленской губернии Российской империи.
В Первую мировую войну с сентября 1915 года до конца 1918 года оккупирована германскими войсками. С января 1919 года в составе БССР, в апреле занята польскими войсками. С июля по сентябрь 1920 года контролировалась Красной Армией, затем вновь польскими войсками.
С 1921 года в составе Польской Республики, относилась к Лидскому повету Новогрудского воеводства. В 1921 году колония Гимбуты (15 дворов, 85 жителей), деревни Гимбуты 1 (12 дворов, 62 жителя) и Гимбуты 2 (16 дворов, 97 жителей).
С 1939 года — в БССР. С 15 января 1940 года в Лидском районе, с 12 октября — в Цвермовском сельсовете. В 1940 году деревня Гимбуты 1 (20 дворов, 82 жителя), Гимбуты 2 (24 двора, 106 жителей), хутор Гимбуты 3 (97 жителей). С конца июня 1941 года до начала июля 1944 года под немецко-фашистской оккупацией. С 16 июля 1954 года в Трокельском сельсовете, с 3 апреля деревня 1959 года в Вороновском районе.
До 11 января 1966 года деревня входила в состав Трокельского сельсовета Вороновского района, затем в Дворищанском сельсовете Лидского района. Земли относились к экспериментальной базе «Нива».

## Население

### Численность
- 2009 год — 56 жителей

### Динамика
- 1959 год — 229 жителей
- 1970 год — 185 жителей
- 1992 год — 95 жителей
- 1999 год — 91 жителей (перепись населения)
- 2004 год — 63 жителей
- 2009 год — 56 жителей (перепись населения)[2]
- 2012 год — 49 жителей
- 2015 год — 45 жителей